# ويليام والتر كلارك
ويليام والتر كلارك (بالإنجليزية: William Walter Clark) هو سياسي أمريكي، ولد في 7 يوليو 1885، وتوفي في 15 مايو 1971. حزبياً، نشط في الحزب الجمهوري. وقد انتخب عضو جمعية ولاية ويسكونسن وانتخب عضو مجلس ولاية ويسكونسن.